# Liste der fachlichen Nachschlagewerke für die Gemeinsame Normdatei
Die Liste der fachlichen Nachschlagewerke für die Gemeinsame Normdatei verzeichnet Nachschlagewerke und Fachliteratur, die die Deutsche Nationalbibliothek in Zusammenarbeit mit anderen im deutschen Sprachraum tätigen Bibliotheken und Bibliotheksverbünden als Referenzwerk zur Pflege der Gemeinsamen Normdatei (GND) erstellt. Die Werke sind alphabetisch und nach Sachgruppen aufgeführt. Das seit 2013 jährlich aktualisierte Verzeichnis wird sowohl online als auch in einer ausdruckbaren PDF-Version mit der ISSN 2195-6723 angeboten. Das Verzeichnis steht unter der Freien Lizenz CC BY-SA 3.0 DE. Die Liste wird laufend gepflegt und umfasst über 2.000 Titel.

## Verwendung der fachlichen Nachschlagewerke in der GND
Die fachlichen Nachschlagewerke werden in Sachbegriffs-Einträgen in der GND als „Quelle“ angegeben, um den Sprachgebrauch zu belegen, der dem Eintrag zugrunde liegt.
Die Werke werden in den GND-Einträgen nur abgekürzt zitiert. Der allgemeine Sprachgebrauch wird regelmäßig durch Rückgriff auf Wörterbücher die den Duden (Du.) oder auf Enzyklopädien wie den Brockhaus (B.), früher auch den Meyer (M.) belegt. Für die Fachsprache werden beispielsweise die Dokumentation deutschsprachiger Verlage (Olzog), das Historische Wörterbuch der Philosophie (Ritter Philos.) und Reclams Jazzführer (Reclam Jazz) genannt. Wikipedia (Wikipedia) wird hilfsweise verwendet. Eine Prioritätenliste legt „die Reihenfolge der zur Bestimmung des bevorzugten Namens bzw. der bevorzugten Benennung eines Normdatensatzes heranzuziehenden Nachschlagewerke“ fest. Dabei werden Fachnachschlagewerke gemäß der Rangfolge ausdrücklich vor Wikipedia priorisiert.
Früher war es üblich, als Quelle nur „Vorlage“ zu nennen; Bibliothekare bezogen diese Angabe stets auf die Liste der fachlichen Nachschlagewerke, die zu dieser Zeit auch sehr viel weniger umfangreich war. Die Bezugnahme auf das von der Agentur bei der Ansetzung verwendete Nachschlagewerk erleichterte die gemeinsame Pflege der Normdatei.

## Inhalt

### Gliederung
Das PDF-Dokument der Ausgabe 2021 enthält auf Seite 1 ein Logo der DNB, den Titel des Werkes selbst, sowie die Angaben „Jahrgang: 2021“ und „Stand: 1. April 2021“. Auf Seite 2 sind die Bearbeiter vermerkt.
Ab Seite 3 enthält das Werk
- Seitennummern beginnend mit dem Wert 1
- Kopfzeilen, mit Ausnahme der Seite 5, die entweder zwei- (links/rechts) oder dreigeteilt (links/rechts/Mitte) sind
- Zwischenüberschriften

| Seite | Text                                              | Kopfzeile                                                                  |
| ----- | ------------------------------------------------- | -------------------------------------------------------------------------- |
| 1     | Inhaltsverzeichnis                                | Liste der fachlichen Nachschlagewerke / Inhaltsverzeichnis                 |
| 1     | Liste der fachlichen Nachschlagewerke             | Liste der fachlichen Nachschlagewerke / Inhaltsverzeichnis                 |
| 2     | Vorwort                                           | Liste der fachlichen Nachschlagewerke / Vorwort                            |
| 5     | Sachgruppenübersicht                              | (ohne)                                                                     |
| 7     | (ohne)                                            | 2021, NSW01 / <000> / Liste der fachlichen Nachschlagewerke                |
| 115   | (ohne)                                            | 2021, NSW01 / <950> / Liste der fachlichen Nachschlagewerke                |
| 116   | Verfasser- und Titelregister                      | Liste der fachlichen Nachschlagewerke / Verfasser- und Titelregister       |
| 263   | Abkürzungsregister                                | Liste der fachlichen Nachschlagewerke / Abkürzungsregister                 |
| 371   | Formalgruppen                                     | Liste der fachlichen Nachschlagewerke / Formalgruppen                      |
| 371   | g. Geografische Namen                             | Liste der fachlichen Nachschlagewerke / Formalgruppen                      |
| 374   | k. Körperschaftsnamen                             | Liste der fachlichen Nachschlagewerke / Formalgruppen                      |
| 382   | p. Personennamen                                  | Liste der fachlichen Nachschlagewerke / Formalgruppen                      |
| 384   | t. Werktitel                                      | Liste der fachlichen Nachschlagewerke / Formalgruppen                      |
| 385   | Neuaufnahmen                                      | Liste der fachlichen Nachschlagewerke / Neuaufnahmen, Auflagen, Änderungen |
| 385   | Auflagen                                          | Liste der fachlichen Nachschlagewerke / Neuaufnahmen, Auflagen, Änderungen |
| 386   | Änderungen                                        | Liste der fachlichen Nachschlagewerke / Neuaufnahmen, Auflagen, Änderungen |
| 387   | Rangfolge der Nachschlagewerke (Prioritätenliste) | Liste der fachlichen Nachschlagewerke / Rangfolge                          |
| 388   | I Personennamen                                   | Liste der fachlichen Nachschlagewerke / Rangfolge                          |
| 392   | II Werktitel                                      | Liste der fachlichen Nachschlagewerke / Rangfolge                          |
| 393   | III Geografische Namen                            | Liste der fachlichen Nachschlagewerke / Rangfolge                          |
| 394   | IV Körperschafts- und Konferenznamen              | Liste der fachlichen Nachschlagewerke / Rangfolge                          |
| 395   | V Ethnografische Namen und Sprachbezeichnungen    | Liste der fachlichen Nachschlagewerke / Rangfolge                          |
| 395   | VI Sachschlagwörter                               | Liste der fachlichen Nachschlagewerke / Rangfolge                          |

### Bearbeiter
Auf Seite 2 hinter dem Stichwort „Bearbeiter“ lautet es in Fließtext, nachfolgend als Liste:
- Deutsche Nationalbibliothek in Zusammenarbeit mit
- dem Bibliotheksverbund Bayern,
- der Bayerischen Staatsbibliothek,
- dem Hessischen Bibliotheks-Informationssystem,
- dem Hochschulbibliothekszentrum des Landes Nordrhein-Westfalen,
- dem Südwestdeutschen Bibliotheksverbund,
- dem Gemeinsamen Bibliotheksverbund,
- dem Österreichischen Bibliothekenverbund Service GmbH,
- dem Kunstbibliotheken-Fachverbund Florenz-München-Paris-Rom,
- der Schweizerischen Nationalbibliothek,
- dem Kooperativen Bibliotheksverbund Berlin-Brandenburg und
- der Staatsbibliothek zu Berlin.

### Sachgruppenübersicht
Die Sachgruppenübersicht enthält eine dreispaltige Tabelle mit folgender Spaltenbenennung:
- Sachgruppe
- Fachgebiet
- Enthält die DDC-Klassen

### Verfasser- und Titelregister
Das Verfasser- und Titelregister enthält eine dreispaltige Tabelle mit folgender Spaltenbenennung: „Verfasser / Titel“, „Abkürzung“ und „Link“. In der Spalte „Abkürzung“ befinden sich Abkürzungen und andere Namen, in der Spalte „Link“ je ein http-Link zu einer eine URL innerhalb der Domain d-nb.info.

### Neuaufnahmen, Auflagen, Änderungen
Unter den Überschriften „Neuaufnahmen“, „Auflagen“ und „Änderungen“ befindet sich jeweils eine dreispaltige Tabelle.

#### Neuaufnahmen
| Verfasser / Titel                                                                                        | Abkürzung          | Link                        |
| --- | ------------------ | --------------------------- |
| Bibel nach Martin Luthers Übersetzung. Die                                                               | Lutherbibel 2017   | http://d-nb.info/1116726335 |
| Deutsches Filminstitut: Filmportal.de                                                                    | Filmportal         | http://d-nb.info/975443631  |
| Recherche sur une zone géographique                                                                      | INSEE              | http://d-nb.info/1230491864 |
| Verzeichnis der Staatennamen für den amtlichen Gebrauch in der Bundesrepublik Deutschland Stand 1.1.2012 | Verz. Staatennamen | http://d-nb.info/1063246873 |

#### Änderungen
Die Tabelle ist vom Aufbau her die gleiche wie bei Neuaufnahmen, eigentliche Änderungen sind nicht markiert.

### Rangfolge
Die Rangfolge enthält die „Reihenfolge der zur Bestimmung des bevorzugten Namens bzw. der bevorzugten Benennung eines Normdatensatzes heranzuziehenden Nachschlagewerke“.